# Nürnberglagarna

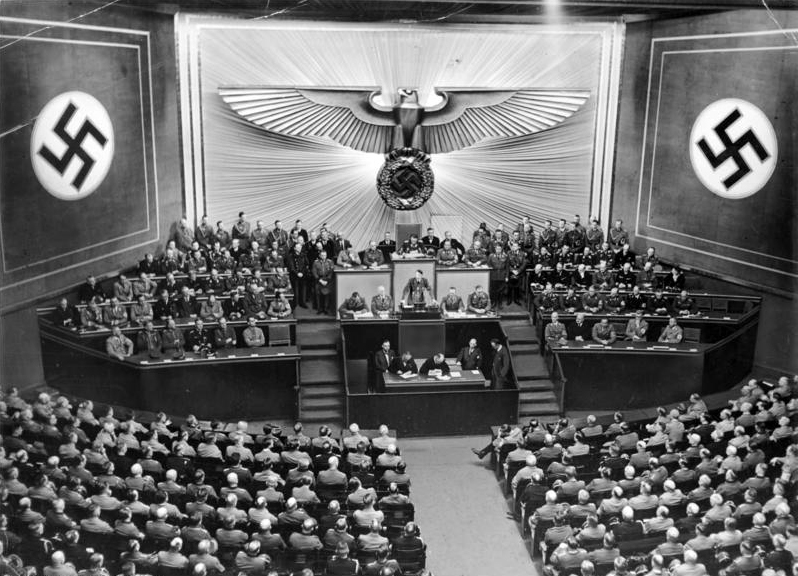
Nürnberglagarna tillhör de få lagar som den tyska riksdagen fattade beslut om under Tredje riket.

Nürnberglagarna är benämningen på tre lagar antagna av den tyska riksdagen den 15 september 1935. Lagarna fick sitt namn av att de presenterades under de pågående partidagarna i Nürnberg, och syftet var att stärka Nazitysklands och Nationalsocialistiska tyska arbetarepartiets antisemitiska politik.
Genom Nürnberglagarna introducerades de regler som därefter tvingade tyska myndigheter att särskilja judar från andra tyska medborgare. Den judiska befolkningen uteslöts genom detta från rätten till fullvärdigt medborgarskap. Lagstiftningen introducerade även begränsningar i samliv och giftermål mellan judar och icke-judar, samt införde hakkorsflaggan som tysk nationsflagg.

## Lagstiftning i Tredje riket
Efter riksdagshusbranden 1933 röstade den tyska riksdagen den 25 mars för den så kallade Fullmaktslagen (tyska: Gesetz zur Behebung der Not von Volk und Reich).
Fullmaktslagen gav regeringen under rikskansler Adolf Hitlers ledning fullständig lagstiftningsmakt, och efter dess införande sammanträdde riksdagen endast vid ytterligare nitton tillfällen under hela återstoden av Tredje riket. Vid dessa tillfällen fattade man beslut om lagstiftning i endast sju fall, varav två tillfällen handlade om förlängning av Fullmaktslagen. De tre Nürnberglagarna utgör därmed den lagstiftande församlingens enskilt största lagstiftningsinsats under perioden. Med hjälp av Fullmaktslagen antog regeringen under samma period inte mindre än 986 lagar.

## Nürnberglagarna
Nürnberglagarna var tre till antalet. Två av lagarna hade ett uttalat syfte att stärka landets antisemitiska politik. Den tredje antog en variant av nazistpartiets hakkorsflagga som tysk nationsflagg, vid sidan av den svart-vit-röda trikoloren som använts av kejsardömet före 1917.
- Riksmedborgarlagen (tyska: Reichsbürgergesetz)[3][8]
- Lag för skydd av det tyska blodet och den tyska äran (tyska: Gesetz zum Schutze des deutschen Blutes und der deutschen Ehre)[4][9]
- Riksflagglagen (tyska: Reichsflaggengesetz)[5]

Riksmedborgarlagen och Lagen för skydd av det tyska blodet och den tyska äran skrevs av Wilhelm Stuckart tillsammans med Bernhard Lösener och Franz Albrecht Medicus vid inrikesministeriet (tyska: Reichsministerium des Innern), vilket leddes av riksministern Wilhelm Frick.

## Riksmedborgarlagen

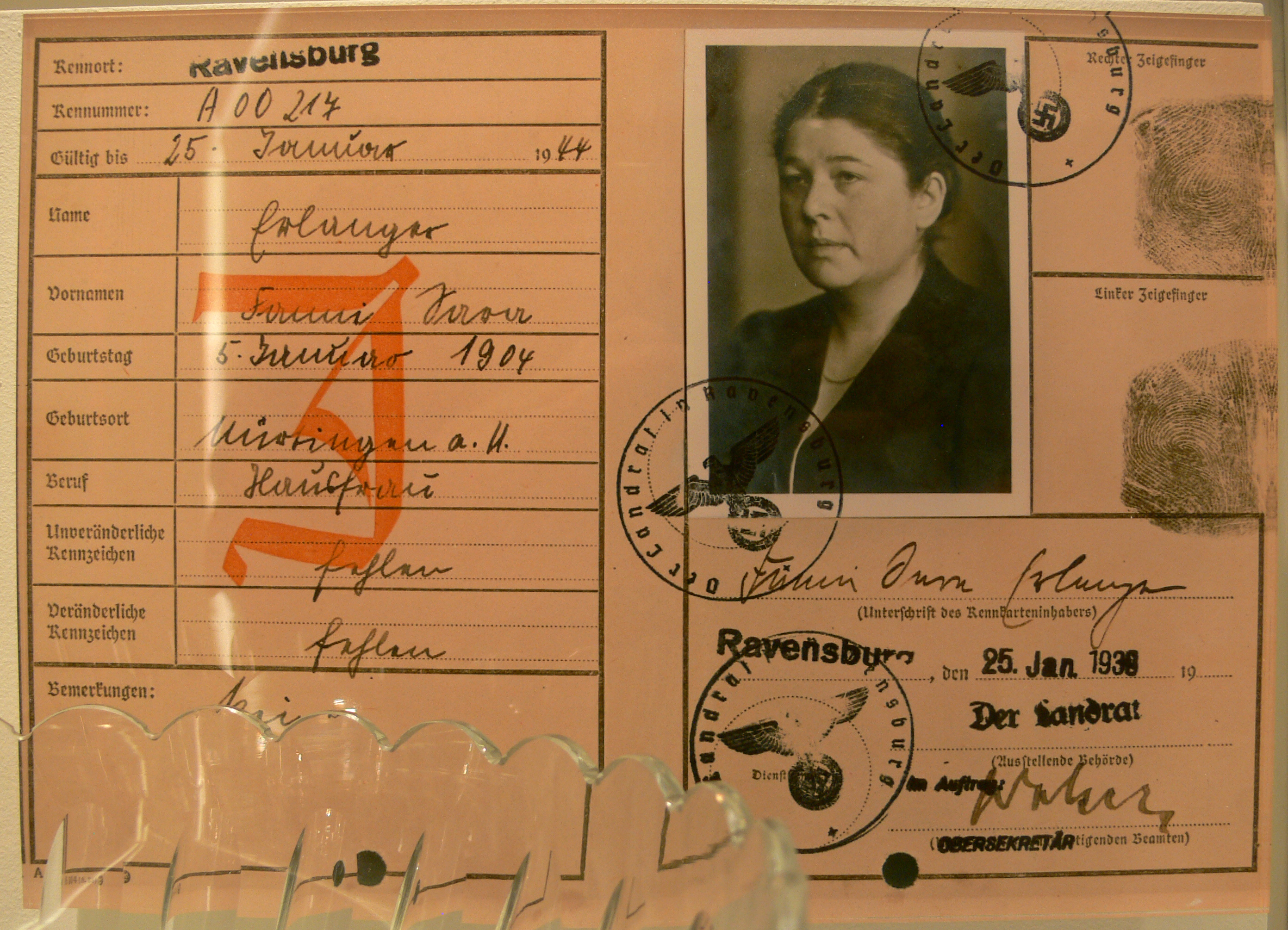
Tyska judar erhöll ett andra klassens medborgarskap vilket inte gav dem rätten att återvända om de lämnade landet. En röd stämpel i passet identifierade detta. Oberoende av varandra så önskade Sverige samt Schweiz av Tyskland att det skulle framgå ett J i alla tyskars pass hösten 1938, där alla tyska judars pass redan 1938, 5 oktober blev ogiltiga, där Tyska judar fick ansöka om pass på nytt med ett stämplat rött J på första sidan på passet.

Riksmedborgarlagen delade enligt nazistisk rasteori den tyska befolkningen i två grupper: de som täcktes av ett fullvärdigt riksmedborgarskap med fulla rättigheter, och de som endast täcktes av ett grundläggande medborgarskapsskydd utan politiska rättigheter. De två grupperna benämndes vanligen som:
- Riksmedborgare (tyska: Reichsbürger), omfattande medborgare av tyskt eller artbesläktat blod (tyska: Staatsangehörige deutschen oder artverwandten Blutes)
- Medborgare (tyska: Staatsangehörige), omfattande medborgare ej kvalificerade för riksmedborgarskap.

Den 14 november 1935 utgav inrikesministeriet en första förordning med kompletterande regler för Riksmedborgarlagen. Av denna förordning framgick att det fram till införandet av ett stipulerat riksmedborgarbrev infördes tillfälliga regler om att riksmedborgarskapet inte endast omfattade medborgare av tyskt eller artbesläktat blod utan även medborgare av judisk blandras.  Judisk blandras, eller mischling (tyska: Jüdischer Mischling), definierades som medborgare med en eller två judiska far- eller morföräldrar. I och med detta fick gruppen riksmedborgare två undergrupper. Förordningen deklarerade även att judar inte kunde vara riksmedborgare.
- Riksmedborgare
  - Tyskblodig (tyska: Deutschblütiger); med endast tyska far- och morföräldrar.
  - Judisk blandras (tyska: Jüdischer Mischling); med en eller två judiska far- eller morföräldrar.
- Medborgare
  - Jude; med tre eller fyra judiska far- och morföräldrar.

Genom att stipulera att det var far- eller morföräldrars tillhörighet som avgjorde vem som var jude, omfattade lagstiftningen nu även de tyskar av judiskt ursprung som konverterat till kristendomen sedan 1800-talet. I första hand var det inte varje medborgares egen religiösa tillhörighet som avgjorde klassificeringen, utan det faktum att far- eller morföräldrars judiska tillhörighet avgjorde vem som kunde berövas politiska fri- och rättigheter. Mischlinge med två judiska anfäder skulle dock klassas som judar om de tillhörde en judisk församling eller var gifta med en judisk make eller maka.
Riksmedborgarskapslagen medförde också att de statstjänstemän med judiskt påbrå som tidigare inte kunnat avskedas då Lagen om återupprättande av tjänstemannakåren (tyska: Gesetz zur Wiederherstellung des Berufsbeamtentums) innehållit undantag, exempelvis om de tjänstgjort vid fronten under första världskriget, nu avskedades från sina anställningar senast den 31 december 1935. Statstjänstemän som tjänstgjort vid fronten tillhörde visserligen dem som erhöll pension vid avskedandet, men för en stor del av Tysklands judar innebar omställningen till ett andra klassens medborgarskap att man även förlorade sin försörjning.

## Lagen för skydd av det tyska blodet

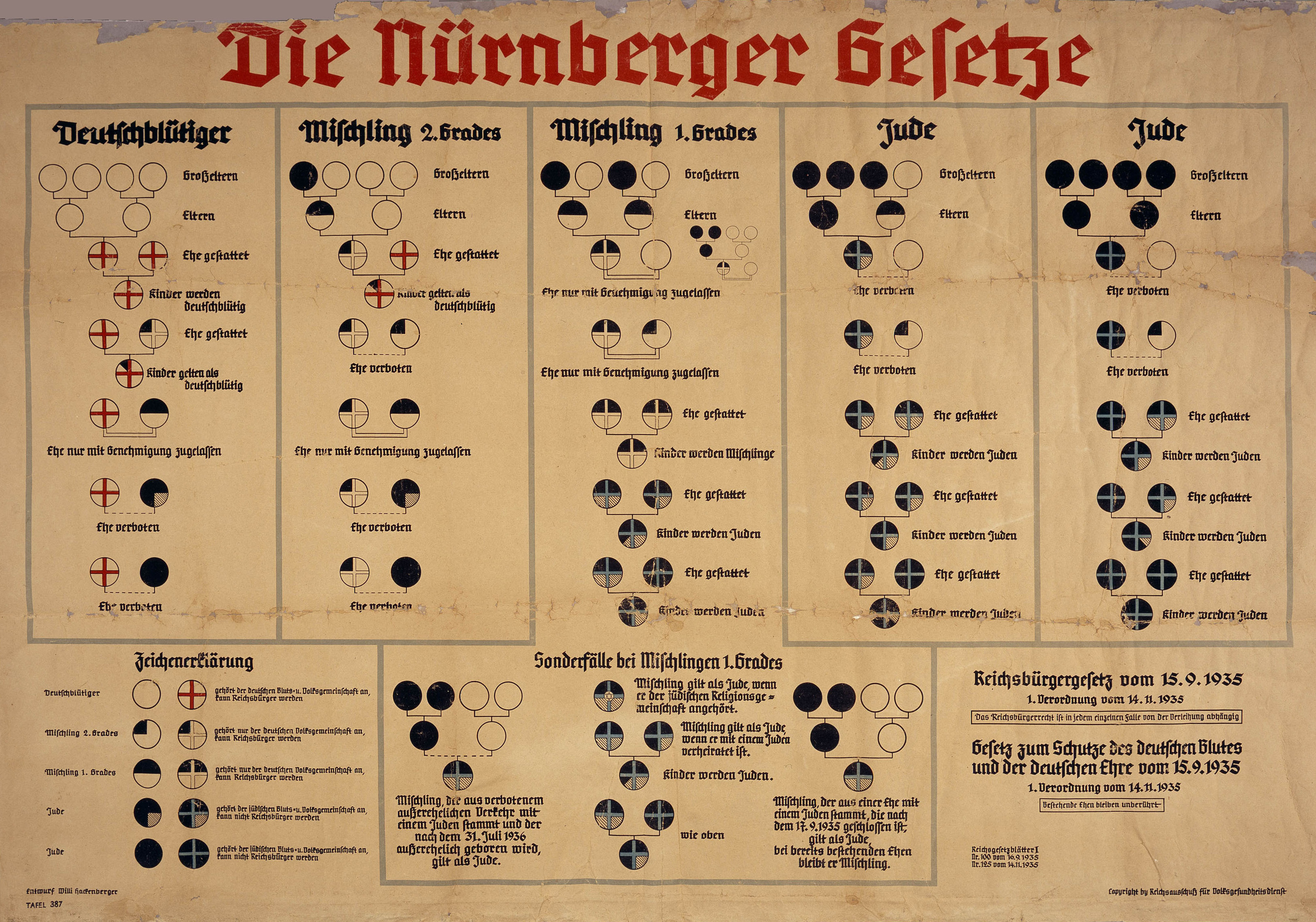
Plansch med beskrivning över tillåtna äktenskap och förbindelser enligt Riksmedborgarlagen och Lagen för skydd av det tyska blodet och äran.

Lagen för skydd av det tyska blodet och den tyska äran gjorde det olagligt att ingå äktenskap mellan icke-judar och judar. Liksom för Riksmedborgarskapslagen kom det en kompletterande förordning från inrikesdepartementet den 14 november. Den innehöll ytterligare regler som reglerade äktenskap och förhållanden mellan mischlinge, tyskar och judar. Den innehöll också förbud för unga tyska kvinnor från att ta anställning i judiska hushåll, och förbud för judar från att hissa den nya tyska nationsflaggan.
| Samliv            | Tyskblodig        | Mischling (typ 2) | Mischling (typ 1) | Jude        |
| Tyskblodig        | Tyskblodig        | Tyskblodig        | Tillstånd krävdes | Ej tillåtet |
| Mischling (typ 2) | Tyskblodig        | Ej tillåtet       | Tillstånd krävdes | Ej tillåtet |
| Mischling (typ 1) | Tillstånd krävdes | Tillstånd krävdes | Mischling (typ 1) | Jude        |
| Jude              | Ej tillåtet       | Ej tillåtet       | Jude              | Jude        |

Avkomman från ett äktenskap, eller annat förhållande, mellan en tyskblodig förälder och en förälder med en judisk anfader, mischling typ 2 (tyska: Mischling 2. Grades), räknades som tyskblodig, medan avkomman från en förälder med två judiska far- och morföräldrar, mischling typ 1 (tyska: Mischling 1. Grades), endast kunde bli mischling eller judisk beroende på den andra föräldern.

## Mischling och tyskblodig

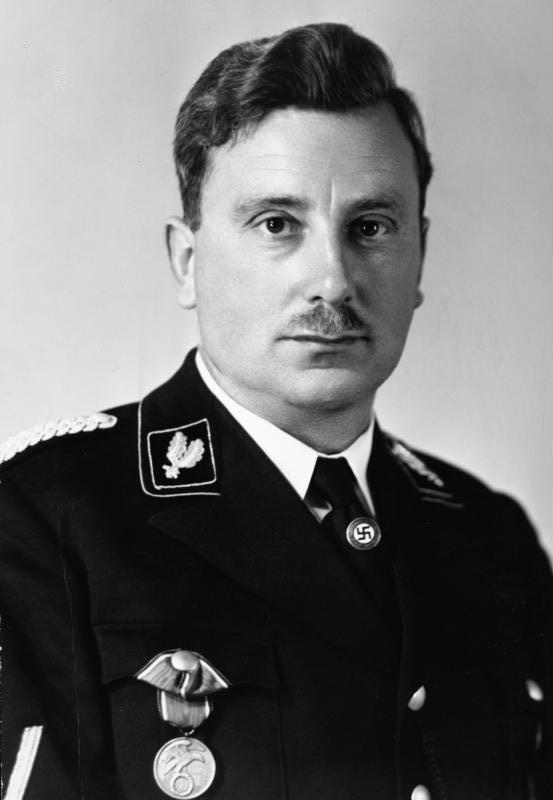
Emil Maurice var nära vän och medarbetare till Hitler, trots ett känt judiskt ursprung.

För medlemskap i nazistpartiet, och vissa av dess underorganisationer, krävdes att man kunde bevisa att samtliga anfäder i direkt stigande led sedan 1750 inte var judar. För den som inte kunde bevisa detta fanns det istället en möjlighet att ansöka om bli förklarad tyskblodig (tyska: Deutschblütigkeitserklärung), vilket var ett certifikat utfärdat direkt av partiets ledare, det vill säga Adolf Hitler personligen. Att bli förklarad tyskblodig och därmed medlem av nazistpartiet, hade en rad fördelar för de mischlinge som ansökte om och lyckades få denna status. Praktiken med att utfärda förklaringar om tyskblodighet påbörjades någon gång efter att Nürnberglagarna antagits.
Initialt kunde mischlinge tjänstgöra i armén efter krigsutbrottet 1939, men efter en order från Hitler den 8 april 1940 uteslöts de med två judiska anfäder från väpnad tjänst. Mischlinge med en judisk anfader tilläts fortsätta sin tjänstgöring, men dessa behövde erhålla särskilt godkännande vid befordran, innan de tilläts tillträda en högre tjänst eller befälsposition. I takt med krigsutvecklingen kom successivt alla män i vapenför ålder, inklusive michlinge av typ 2, att tjänstgöra i militären. För soldater med judiskt påbrå innebar ett personligt godkännande från Führern att de kunde befordras på sedvanliga grunder utan att på varje nivå hållas tillbaka på grund av rasistiska motiv. Utfärdade certifikat om tyskblodighet innehöll dock en passus om att erhållen status på nytt skulle komma tas upp för prövning efter att stridigheterna hade avslutats.
Exempel på soldater och till och med högre befäl med delvis judiskt ursprung är bland annat generalfältmarskalken Erhard Milch, vilken efter krigsslutet även dömdes för krigsförbrytelser. Emil Maurice, tidig medlem i nazistpartiet och tillsammans med Hitler grundare av den organisation som senare blev SS, som hade kända judiska anfäder är ett annat exempel.